# Georges Pitoeff
Georges Pitoeff, född 4 september 1884 i Tbilisi, Armenien, död den 17 september 1939 i Bellevue, var en översättare, skådespelare, formgivare och regissör av armeniskt ursprung.

## Biografi
Pitoeff bosatte sig 1922 i Paris där han på Théatre des Arts från 1924 och Théatre des Mathurins från 1926 bjöd på en imponerande repertoar. Han gjorde själv dekoren till sina uppsättningar. I sin hustru, aktrisen Ludmilla Pitoeff (1895-1951), hade han sin främsta medarbetare.
Han var också en av grundarna av föreningen Kartell av fyra, som bildades 1927.